# ارکیده‌های گوریده
ارکیده‌های گوریده (نام علمی: Plectorrhiza) نام یک سرده از تیره ثعلبیان است.